# Benjamín Viel
{{Ficha de persona
| nombre =Benjamín Viel
| fecha de nacimiento = 1787 
| fecha de fallecimiento = 1868 (80–81 años)
| lugar de nacimiento = París, Reino de Francia
| lugar de fallecimiento = Santiago, Chile
| imagen = Benjamin Viel Sixteen years.jpg
| título= General Benjamín Viel
| apodo =
| lealtad = Primer Imperio francés
[[República de Chile}}
Argentina
| años activo = 1815?-1868
| rango = General de brigada.
| mandos =
| unidad =
| confictos = Guerras napoleónicas
Independencia de Chile 
| condecoraciones =
| ocupación = Militar
| rama = * Ejército Francés
- Ejército Argentino

}}
Benjamín Viel Gomets (París, 1787-Santiago, 1868) fue un militar de origen francés que peleó en las guerras napoleónicas y posteriormente en la Guerra de independencia de Chile por el bando patriota.
Nació en París. Era hijo de Claudio Benjamín Viel y de Rosa Ana Gomets. Participó en las campañas en España durante la invasión napoleónica. Regresó a Francia e ingresó en la Orden de la Reunión. Se batió en la Batalla de Waterloo con el grado de capitán y ascendió a sargento mayor en Chile, hasta donde había llegado en 1817.
En 1818 peleó en las batallas de Cancha Rayada y de Maipú. Tuvo destacada participación en la Segunda campaña al sur de Chile. En 1819 obtuvo la Legión al Mérito. Participó en los combates de la Guerra a Muerte y ascendió a coronel (1823). Participó en la campaña contra los Hermanos Pincheira en 1826. Fue elegido diputado por Parral en 1829. Fue fiel al Gobierno en la Revolución de 1829 y tuvo señalada actuación en la Acción de Ochagavía del 14 de diciembre de 1829 y en la Batalla de Lircay del 17 de abril de 1830.
Se salvó de esta contienda a pesar de la derrota y se encaminó a la provincia de Coquimbo. Firmó el Tratado de Cuz-Cuz. Fue dado de baja del ejército y se trasladó a Perú. Se reincorporó el 14 de septiembre de 1839 y se le nombró comandante general de armas de Santiago.
Fue jefe militar de Valdivia en 1849 e Intendente de Concepción en 1851, y en ese mismo año fue ascendido a general de brigada.